# Außenwand

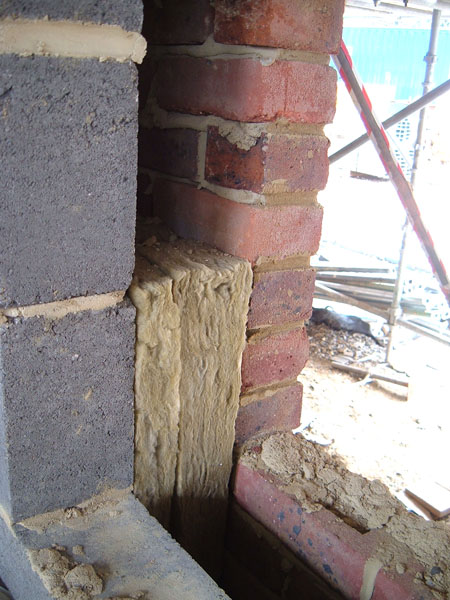
Außenwand mit Vorsatzschale

Die Außenwand ist diejenige Wand eines Gebäudes, die den Außenraum vom Innenraum trennt. Sie übernimmt darüber hinaus weitere Aufgaben. In der Architektur ist sie als Fassade auch ein wichtiges Gestaltungselement eines Bauwerks.

## Funktionelle Anforderungen

### Wärmedämmung
Wärmeschutz ist der Schutz vor Auskühlung des Gebäudes und wohn-hygienischen Forderungen und gleichzeitig Wärmespeicherung durch Einsatz schwerer Baustoffe mit hoher Rohdichteklasse. Im Allgemeinen herrscht bei Gebäuden zwischen innen und außen eine Temperaturdifferenz. Im Innern des Gebäudes soll die Temperatur den Wünschen des Nutzers entsprechen, aber außen herrscht eine Temperatur entsprechend dem augenblicklichen Wetter. Ohne Maßnahmen würde die Innentemperatur der Außentemperatur verzögert und etwas geglättet folgen.
Die Maßnahmen zur Aufrechterhaltung der Innentemperatur (Heizung, Kühlung) erfordern in der Regel Energieaufwand und zwar umso weniger, je weniger die Außenwand die Wärme leitet (Wärmedämmung). Um eine ausreichende Wärmedämmung zu erreichen, reichen in der Regel die Wandeigenschaften, die für die Statik erforderlich sind, nicht aus. Deswegen werden oft Baustoffe verwendet, die Lufteinschlüsse enthalten (z. B. Mauersteine mit niedriger Rohdichteklasse) oder ein kombinierter Wandaufbau aus schwerer Tragschale hoher Rohdichteklasse, Wärmedämmstoffen, z. B. als Kerndämmung oder Wärmedämmverbundsystem und Witterungsschicht (Putz, Verblendmauerwerk oder Vorgehängte hinterlüftete Fassade).
Die Temperatur an der Innenoberfläche der Außenwand ist dabei im Winter niedriger als die Raumtemperatur, denn durch die Außenwand strömt Wärme nach draußen und diese Wärme muss durch den Wärmestrom vom Rauminnern nachgeliefert werden. Da für einen Wärmestrom immer eine Temperaturdifferenz notwendig ist, ist die Temperatur der Wandoberfläche niedriger, Ausnahme: eine Wandheizung (Hüllflächentemperierung). Am Heizort (z. B. Warmwasserleitung) ist dann eine höhere Temperatur, sodass von dort die Temperatur nach beiden Seiten abfällt.
Für den maximalen Energiebedarf zur Aufrechterhaltung der Innentemperatur unter Normbedingungen (nicht unter örtlichen Bedingungen) existiert in Deutschland die Energieeinsparverordnung.

#### Solarer Gewinn
Eine Wand nimmt aber auch Energie durch Sonnenstrahlung auf. Eine Wärmedämmung vermindert diesen Gewinn – vermindert aber im gleichen Maße den Transmissionswärmeverlust. Da im Winter der Wärmeverlust größer als der solare Gewinn ist, vermindert sich die Differenz (Wärmeverlust – solarer Gewinn) um denselben Prozentsatz, und deshalb bringt Dämmung Heizenergieeinsparung.
Wie stark die Wärmespeichermassen eines Hauses Heizenergie sparen, zeigt eine wissenschaftliche Untersuchung des Ingenieurbüros für Bauphysik ALware. Es untersuchte am Beispiel eines KfW-40-Hauses die Energieeinsparung und den sommerlichen Wärmeschutz verschiedener Bauweisen. Die Studie zum thermischen Raumklima kommt zu dem Ergebnis, dass Wärmespeichermassen bis zu 12 % der Heizenergie übernehmen können.

### Winddichtheit
Unter Winddichtheit ist zu verstehen, dass Maßnahmen getroffen werden, welche die Durchströmung eines Bauteils durch Wind verhindern. Damit soll eine Abkühlung des Bauteils verhindert werden und zugleich auch ein möglicher Schadstoffeintrag in das Bauteil. Schichten zur Herstellung der Winddichtheit sind i. d. R. außenseitig (d. h. auf der dem Wind ausgesetzten kalten Seite) angeordnet. Im Massiv- oder Mauerwerksbau wird die Winddichtheit in der Fläche durch den Außenputz gewährleistet, dabei sind jedoch Durchdringungen (z. B. durch die Sparren) planerisch und handwerklich zu berücksichtigen. Andernfalls kann es durch unkontrollierte Fugenbildungen, Abrisse zum Putz zu so genannten Windhinterströmungen kommen, was zu vermeiden ist.

### Luftdichtheit
Hiermit sind alle Maßnahmen bezeichnet, welche einen Austausch von Luft zwischen dem Innen- und dem Außenklima verhindern, d. h. über die Systemgrenze hinweg. Die vielzitierte „Luft aus Steckdosen“ hat nichts mit der Winddichtheit zu tun; sie ist auf ein Versagen des LDS (= luftdichtes System) zurückzuführen. Schichten zur Herstellung der Luftdichtheit sind i. d. R. innenseitig (d. h. auf der warmen Seite des Dämmstoffes) angeordnet.
Das LDS besteht in der Regel aus Massivbauteilen, die in sich luftdicht sind wie Beton, innen verputztem Mauerwerk, großflächigen Bauplatten wie Gipskarton oder OSB-Platten sowie Folien oder Papiere, welche mit geeigneten Maßnahmen wie Klebebändern oder Acrylatkleber auf die Massivbauteile geklebt sind. Auch die Folien selbst müssen an den Längs- und Querstößen luftdicht verklebt werden, ebenso wie luftdichte Plattenmaterialien an den Übergängen und Anschlüssen. Alle Durchdringungen durch das LDS müssen luftdicht ausgeführt werden, sei es mit konfektionierten Manschetten oder mit speziell geeigneten Klebebändern.
Mangelhafte Luftdichtheit stellt einen Verstoß gegen die anerkannten Regeln der Technik dar, seit die DIN 4108 Teil 7 am 8./31. Juli 1998 im Bundesanzeiger veröffentlicht wurde. Sie muss also weder im Werkvertrag noch in einer Baubeschreibung oder im Kaufvertrag explizit vereinbart werden, da sie immer eine geschuldete Leistung darstellt.
Mangelhafte Luftdichtheit kann erhebliche Schäden verursachen, da z. B. ein Riss in einer Folie von nur 1 mm Breite und 1 m Länge pro Tag (in der Heizperiode) einen Tauwasseranfall von ca. 360 Gramm verursacht. Dadurch kann im Winter ein Dämmstoff vollständig durchnässt werden, verliert zum größten Teil seine Dämmwirkung, und hinter den Deckenverkleidungen kann Schwärzepilzbefall entstehen, der erst nach dem Durchschlagen des Schwärzepilzbefalls durch die Verkleidung sichtbar wird.
Die Prüfung der Luftdichtheit erfolgt im sogenannten Differenzdruckverfahren mittels BLOWER-DOOR-Test. Der Messablauf ist in EN ISO 13829 geregelt. Die maximal zulässigen Werte der Luftdichtheit sind in EnEV und DIN 4108 geregelt. Der zulässige n50-Wert ist der Quotient aus (bei 50 Pascal Druckunterschied) geförderter Luftmenge und dem Raumvolumen. Wenn z. B. im Verlauf des BLOWER DOOR Tests pro Stunde 1500 m³ Luft gefördert werden und das Gebäude ein Luftvolumen von 500 m² hat, beträgt n50 1500/500 = 3,0. Die EnEV gibt für bestimmte Bausituationen verbindliche Höchstwerte vor: Gebäude ohne Lüftungsanlage dürfen ein n50 von 3,0 aufweisen; mit Lüftungsanlage nur von 1,5. Das Passivhaus-Institut schreibt für Passivhäuser eine maximale Luftwechselrate von 0,6 vor; dieser Wert ist nicht leicht zu erreichen.

### Feuchtigkeitsregelung
Sie regelt den Schutz vor eindringendem Wasser. Feuchtigkeit kommt auf zwei Wegen, von innen und außen. Von innen durch die Freisetzung von Wasserdampf (Kochen, Atmen, Waschen usw.) und von außen durch Regen, Tau usw. Die Feuchtigkeit von innen muss durch Lüften entfernt werden, durch die Wand diffundiert nur ein kleiner Teil (in der Regel weit unter 10 %). Allerdings hat die Oberfläche bis etwa zu einer Tiefe von 1 cm eine Pufferfunktion. Sie speichert Feuchtigkeit, wenn die Feuchtigkeit im Innenraum ansteigt, und gibt sie wieder ab, wenn die Feuchtigkeit sinkt. Dadurch herrscht im Innenraum eine gleichmäßigere Feuchte.

### Belichtung
Innenräume sollen in der Regel natürlich belichtet werden. Deswegen werden in den Außenwänden Fenster angeordnet oder die Außenwände werden teils oder ganz als Glasfassaden ausgeführt. Um eine Belichtung ohne Transparenz zu erreichen, werden transluzente Materialien eingesetzt. In der Vergangenheit waren das häufig Glasbausteine, diese genügen aber in der Regel nicht den heutigen Anforderungen an den Wärmeschutz.

### Schalldämmung
Diese Art der Dämmung bedeutet Schallschutz vor Lärm von außen, z. B. Verkehrslärm und zwischen Räumen, DIN 4109. Meistens werden Anforderungen an die Außenschalldämmung gestellt. Auch wenn es draußen laut ist, soll der Lärm im Gebäude nicht störend sein. Am einfachsten kann man das mit viel Masse erreichen, aber auch schallisolierende Stoffe wie zum Beispiel Glaswolle können helfen.

### Lüftung
Im Innern des Gebäudes werden Feuchtigkeit und CO2 frei und Sauerstoff verbraucht. Um die Raumluftqualität wiederherzustellen und Schimmel zu vermeiden, muss gelüftet werden. In Einzelfällen werden in der Außenwand Lüftungsöffnungen angebracht, in der Mehrzahl der Fälle wird durch Öffnen der Fenster gelüftet, und wegen ihres Komforts finden separate Lüftungsanlagen (definierte Wohnungslüftung) immer größere Verbreitung.

### Feuerwiderstand
Außenwände müssen einen Brandschutz im Sinne von vorbeugendem Brandschutz gem. DIN 4102 aufweisen. Durch Funkenflug und Wärmeabstrahlung soll ein Haus nicht zu brennen anfangen, und wenn es innen und/oder außen brennt, soll die Wand (zumindest für eine gewisse Zeit) ihre tragende Funktion behalten.

## Bauweisen

### Einschalige Außenwand ohne Wärmedämmung
Die einschalige Außenwand ohne Wärmedämmung besteht aus leichten Mauersteinen wie Leichtbeton, Porenbeton oder aus Wärmedämm- und Hochlochziegeln. Die übliche Wanddicke beträgt 36,5 cm (ohne Putz). Daneben sind auch 30,0 cm, 42,5 cm und 49 cm dicke Wände möglich. Wärmedämmende Mauersteine haben aufgrund ihres hohen Lochanteils (Leichtbeton und Ziegel) oder eingeschlossener Luftporen (Porenbeton) eine sehr geringe Rohdichte (spez. Gewicht). Je geringer die Wärmeleitfähigkeit einer Wand ist, desto besser ist die Wärmedämmung. Diese einseitig auf den Wärmeschutz optimierten Steine erreichen Wärmeleitfähigkeiten von 0,07 bis 0,12 W/(m·K). Zum Vergleich: Die Wärmeleitfähigkeiten von Holz liegen zwischen 0,13 und 0,20 W/(m·K); Wärmedämmstoffe für Außenwände weisen Wärmeleitfähigkeiten von 0,025 bis 0,040 W/(m·K) auf (vgl. DIN 4108). Die für den Wärmeschutz positive geringe Rohdichte wirkt sich jedoch nachteilig auf den Schallschutz und den Brandschutz (Feuerwiderstand) aus. Zu beachten ist zusätzlich, dass die geringe Wärmespeicherfähigkeit der Steine sich nachteilig auf den Hitzeschutz (sommerlicher Wärmeschutz) auswirkt.
Den Witterungsschutz gewährleistet ein auf den Untergrund abgestimmter Außenputz.

### Einschalige Außenwand mit Wärmedämmung
Die einschalige Außenwand mit Wärmedämmung besteht üblicherweise aus einer schweren, tragenden Wandscheibe und einer von außen aufgebrachten Wärmedämmung. Die tragende Wandscheibe ist mindestens 11,5 cm dick. Sie besteht aus Mauersteinen hoher Rohdichte wie Kalksandstein, Vollziegel, Beton oder Stahlbeton. Die Wärmedämmung übernimmt ein Wärmedämmverbundsystem (WDVS) nach allgemeiner bauaufsichtlicher Zulassung z. B. aus Polystyrol-Hartschaum- oder Mineralfaserplatten. Die Dämmplatten werden je nach Zulassung geklebt, gedübelt, oder geklebt und gedübelt. Die Dämmstoffdicken können so gewählt werden, dass jeder Dämmstandard erreichbar ist. Den Witterungsschutz übernimmt der Putz. Alternativ zu WDVS werden Wärmedämmungen mit Hinterlüftung und Vorhangfassaden aus Faserzement, Metall oder Holz eingesetzt.

### Zweischalige Außenwand
Zweischalige Außenwände waren insbesondere zwischen 1870 und 1970 im nördlichen Teil Deutschlands üblich.
Der Standardaufbau bestand aus einer halbstein-dicken Ziegelschale (115 mmm), einer Luftschicht von 60 bis 80 mm Dicke und einer tragenden Innenschale mit 115 bis 365 mm Dicke. 
Durch die Luftschicht blieb die innere Wand auch bei starker Belastung der äußeren Mauerschale durch Schlagregen trocken und die Wand erreichte einen besseren Dämmwert als einschaliges Mauerwerk.
Die Vorsatzschale bestand meist aus frostbeständigen Vormauerziegeln oder Klinkern. Heute werden auch Riemchen, Kalksandstein- oder Betonstein-Verblender verwendet. Die Verblendschale wird mit Draht- oder Dübelankern an der inneren Wandschale (Tragschale) befestigt. Der Schalenabstand (zwischen Innen- und Außenschale) ist nach DIN 1053 auf maximal 15 cm beschränkt. Durch den Einsatz allgemein bauaufsichtlich zugelassener Draht- und Dübelanker sind Schalenabstände bis 20 cm möglich.
Zweischalige Wände sind nach DIN 1053 weiter zu unterscheiden in die Konstruktionen
- mit Kerndämmung (der Schalenraum wird vollständig mit Wärmedämmung ausgefüllt)
- mit Wärmedämmung und mindestens 4 cm Luftschicht
- mit Luftschicht (aufgrund heutiger Wärmeschutzanforderungen nur noch im Gebäudebestand zu finden)

Die Luftschicht kann nachträglich mit Einblasdämmstoff verfüllt werden.

### Vorgehängte hinterlüftete Fassade

Systemaufbau: Hinterlüftete Fassade

Die vorgehängte hinterlüftete Fassade ist eine mehrschichtige Außenwandkonstruktion, bei der die äußerste Schicht, die dem Schutz gegen Schlagregen dient, durch eine Luftschicht von den dahinterliegenden Schichten (Dämmung) getrennt ist.

## Konstruktive Einteilung
Außenwände können statische Funktionen im Gebäude übernehmen, wenn es sich um eine tragende Außenwand handelt. Nichttragende Außenwände und selbsttragende Außenwände hingegen müssen ihre Lasten und Momente auf das innenliegende Tragwerk ableiten bzw. leiten nur ihre eigenen Lasten und Momente ab.

### Tragende Außenwände
Tragende Außenwände dienen der Ableitung von Momenten und von Kräften, wie etwa denen
- vom Dach mit ggf. zusätzlicher Schneelast.
- von den Lasten der Decken, die von der Außenwand getragen werden.
- der Windlasten
- der Aussteifung des Gebäudes.

### Nichttragende Außenwände
Nichttragende Außenwände sind Außenwände, die keine Lasten und Momente abtragen. Hierzu zählen insbesondere Brüstungen und Ausfachungen. Vorhangfassaden, in der Regel bezeichnet als Curtainwall, Verblendschalen sowie Wärmedämm-Verbundsysteme müssen die auf sie einwirkenden Lasten (Eigengewicht, Windlasten und Momente) über Anbindungen auf das Tragwerk des Gebäudes ableiten, in der Regel einem Skeletttragwerk (vergl. Skelettbauweise). Diese Fassaden dienen vor allem dem Wetterschutz und schirmen den Innenraum gegen Regen, Luftzug, und übermäßiger Sonneneinstrahlung ab. Bei der Verwendung von thermisch optimierten Unterkonstruktionen können auch zusätzlich Dämmstoffe eingebracht werden. Diese Konstruktionsweise einer Außenwand entwickelte sich insbesondere, um Tragwerk und Raumabschluss funktional so konsequent zu trennen, dass sie jeweils mit ihren spezifischen Anforderungen in optimierter Weise durchgebildet werden können. Nach Pionierprojekten (Fabrikationsgebäude der Margarete Steiff GmbH in Giengen an der Brenz, 1903–1910) wurden die Ursprünge dieser Technik insbesondere seit Walter Gropius wahrgenommen, der ein jahrtausendealtes Bauprinzip des Massivbaus, dass nämlich die Gebäudeecken, die geradezu sprichwörtlichen Ecksteine, die Standfestigkeit besonders garantieren, in Glas auflöste.
Auch sog. Selbsttragende Außenwände (z. B. Verblendschalen) leiten ihre Kräfte vertikal über mehrere Geschosse in den Boden über ihre eigene Konstruktion ab und sind an das Tragwerk des Gebäudes zur Übertragung von Windkräften angebunden.